# Rajella bigelowi
Espèce
Statut de conservation UICN

 LC  : Préoccupation mineure
La Raie de Bigelow (Rajella bigelowi) est une raie qui se rencontre en Atlantique Nord.

## Description
Taille maximale : 55 cm

## Reproduction
Les œufs (capsules) sont déposés dans le sable ou les graviers. Ils sont d'une forme oblongue et présentent des pointes aux angles et mesurent 53 mm de long sur 30 mm de large.